# Härjångssjöarna (Undersåkers socken, Jämtland, 699608-134093)
Härjångssjöarna är en sjö i Åre kommun i Jämtland och ingår i Indalsälvens huvudavrinningsområde. Sjön har en area på 0,208 kvadratkilometer och ligger 987 meter över havet. Härjångssjöarna ligger i Vålådalen Natura 2000-område. Sjön avvattnas av vattendraget Storbodströmmen.

## Delavrinningsområde
Härjångssjöarna ingår i det delavrinningsområde (699580-133913) som SMHI kallar för Utloppet av Härjångssjöarna. Medelhöjden är 1 182 meter över havet och ytan är 8,63 kvadratkilometer. Räknas de 5 avrinningsområdena uppströms in blir den ackumulerade arean 22,63 kvadratkilometer. Storbodströmmen som avvattnar avrinningsområdet har biflödesordning 2, vilket innebär att vattnet flödar genom totalt 2 vattendrag innan det når havet efter 357 kilometer. Avrinningsområdet består mestadels av kalfjäll (98 procent). Avrinningsområdet har 0,21 kvadratkilometer vattenytor vilket ger det en sjöprocent på 2,5 procent.